# Лійно
Лійно (або Лейно, Лойно, пол. Lejno) — село в Польщі, у гміні Сосновиця Парчівського повіту Люблінського воєводства. Населення — 149 осіб (2011).

## Історія
1726 року вперше згадується церква східного обряду в селі. 1771 року Лев Верищинський звів у Лійно нову греко-католицьку церкву. У 1827 році в селі було 45 домів і 368 мешканців.
У часи входження до Російської імперії належало до гміни Воля Верещинська Володавського повіту Люблінської губернії. За даними етнографічної експедиції 1869—1870 років під керівництвом Павла Чубинського, у селі Лійно та осаді Замлинець переважно проживали греко-католики, які розмовляли українською мовою. 1872 року місцева греко-католицька парафія налічувала 515 вірян. У селі містилася парафіяльна православна церква, діяла початкова школа. Поблизу лежав фільварок Лін (Лійно).
У 1929 році польська адміністрація в рамках великої акції руйнування українських храмів на Холмщині і Підляшші знищила місцеву православну церкву.
У 1975—1998 роках село належало до Холмського воєводства.

## Населення
Демографічна структура станом на 31 березня 2011 року:
|          | Загалом | Допрацездатний вік | Працездатний вік | Постпрацездатний вік |
| -------- | ------- | ------------------ | ---------------- | -------------------- |
| Чоловіки | 77      | 5                  | 57               | 15                   |
| Жінки    | 72      | 19                 | 31               | 22                   |
| Разом    | 149     | 24                 | 88               | 37                   |